# Hydroxylysine
Hydroxylysine (Hyl) is een aminozuur dat in 1921 door Donald Van Slyke is gevonden in collageen.  Later is het ook in enkele glycoproteïnes als adiponektine aangetroffen.  Hydroxylysine ontstaat via posttranscriptionele modificatie uit lysine, het aminozuur wordt dus niet door DNA gecodeerd.

## Biosynthese
De biosynthese van hydroxylysine verloopt met behulp van lysylhydroxylases.  In collageen komt voornamelijk het (5R)-isomeer voor, al zijn er ook enzymen bekend die juist de (5S)-vorm als product hebben.  Ook in bacteriën als E. coli en S. aureus is een lysinehydroxylase aangetroffen.  Dit betekent niet per se dat deze bacteriën de verbinding ook zelf maken. Enzymen werken altijd twee kanten op en het enzym kan de bacterie dan helpen collageen te verteren.

## Hydroxylysine en collageen
In collageen is de verdeling van hydroxylysine noch geheel geordend, noch helemaal willekeurig: op sommige lysine-posities wordt nooit een hydroxylering aangetroffen, op andere plekken altijd (tenzij sprake is van bepaalde ziekte), en soms wordt een wisselend beeld aangetroffen.  In de drievoudige collageenhelix wordt hydroxylysine alleen op de Y-positie van een Gly-X-Y-volgorde gevonden: Gly-X-Hyl.  In de korte stukjes collageen die niet opgenomen zijn  in een drievoudige helix treedt hydroxylering ook op andere posities op: X-Hyl-Ala of X-Hyl-Ser.
In collageen is 5-hydroxylysine doorgaans de koppelplaats voor de eerste suikergroep bij glycosylering, op andere punten verzorgt het de covalente koppeling van collageen tot een drie-dimensionaal netwerk.  Het ontbreken van hydroxylysine in het collageen leidt tot bindweefselzwakte en is meestal terug te voeren op inactief lysylhydroxylase.  De oorzaak daarvan kan genetisch zijn (Syndroom van Ehlers-Danlos) of vergiftiging met een specifieke remmer β-aminopropionitril, een van de effecten van lathyrisme.  Het volledig wegvallen van de aanmaak van hydroxylysine is lethaal, bij zoogdieren zal de zwangerschap niet voldragen worden.  
Omdat hydroxylysine pas na de translatie in het aangemaakte proteïne ontstaat, kan een ontbreken ervan niet via het dieet opgelost worden.
Het blokkeren van de omzetting van lysine naar hydroxylysine (met aminopropionitril) wordt op therapeutische mogelijkheden onderzocht.

## Bepaling met hydroxylysine
In de klinische chemie wordt de hoeveelheid hydroxylysine in urine gebruikt als maatstaf voor het collagenmetabolisme in beenderen.